# إدوين جيماه
إدوين جيماه (بالإنجليزية: Edwin Gyimah)‏ (مواليد 9 مارس 1991) هو لاعب كرة قدم غيني يلعب حاليًا لصالح نادي مبومالانجا بلاك أسيس الجنوب أفريقي.

## المسيرة
لعب مباراته الدولية الأولى مع غانا في 2012.

## روابط خارجية
- إدوين جيماه على موقع قاعدة بيانات كرة القدم.إي يو (الإنجليزية)
- إدوين جيماه على موقع ناشيونال فوتبول تيمز (الإنجليزية)
- إدوين جيماه على موقع Soccerway.com (الإنجليزية)